# Naardense Bijbel
De Naardense Bijbel is een vertaling van de Bijbel in het Nederlands van de hand van predikant Pieter Oussoren in de traditie van de zogenaamde Amsterdamse School. Deze bijbel, die Oussoren in 30 jaar tot stand bracht, is vernoemd naar de Nederlandse plaats Naarden, omdat de oorspronkelijke uitgave ervan is geïllustreerd met afbeeldingen van 22 tongewelfschilderingen uit de Naardense Grote of Sint-Vituskerk. De eerste druk van de Naardense Bijbel verscheen op 15 oktober 2004, tegelijk met de Nieuwe Bijbelvertaling (NBV). Sinds 2004 verscheen de Naardense Bijbel in een aantal verschillende edities, die onder andere betrekking hebben op formaten en herdrukken. Op 21 november 2014 is de door Oussoren zelf herziene Naardense Bijbel verschenen. Sindsdien ging hij wederom teksten na die middels andere verwoordingen nog meer recht zouden kunnen doen aan de brontalen waarin de Bijbel is geschreven. Bij elke herdruk zijn echter altijd al correcties opgenomen. Vanaf 2017 is in sommige versies ook een vertaling van de Deuterocanonieke boeken opgenomen. Op 31 mei 2024 vond te Middelburg de presentatie plaats van een nieuwe editie van de Naardense Bijbel, de dertiende druk. Net als in voorgaande drukken zijn er wijzigingen en correcties aangebracht, voor de laatste keer en daarmee is deze uitgave 'definitief'.

## Kenmerken van de vertaling
De Naardense Bijbel biedt een zogenaamde idiolecte bijbelvertaling. Die is meer brontaal getrouw dan doeltaal (Nederlands) gericht en probeert dus zo dicht mogelijk bij de oorspronkelijke bijbeltalen te blijven: Hebreeuws (en Aramees) en Grieks. Woorden en woordstammen worden waar mogelijk eender vertaald. Ook de woordvolgorde (syntaxis) in het Hebreeuws, Aramees en Grieks wordt zoveel mogelijk naar die brontalen weergegeven. Aldus wil Oussoren de woordherhalingen en woordspelingen zichtbaar maken die met name aan het Hebreeuws kleuren en ritme geven. Om bijvoorbeeld het woordspel in het Hebreeuws weer te geven tussen adam (mens) en adama (bodem, grond) en dam (bloed) voegt hij bij mens en grond telkens -rood-, of    -bloedrood- toe, bijvoorbeeld in Genesis 2,6-7: "Maar een damp klimt op van het land en heeft doordrenkt heel het aanschijn van de -rode- grond. Dan formeert de Ene, God, de -rode- mens van het stof uit de -rode- grond." In Genesis 4 stroomt het door Kaïn vergoten -rode- bloed (dam) van Abel op de     -bloedrode- grond (adama). Op dit consequent zichtbaar maken van de betekenis  'rood' is kritiek geleverd, bijvoorbeeld omdat er ook veel bijbelplaatsen zijn waar de associatie met 'rood' (de mens als 'stof van de rode akkergrond') geen enkele betekenis heeft. Oussoren houdt toevoegen van 'roodbloedig' bij het veel voorkomende mens (adam) dan ook niet consequent vol.
Een ander kenmerk van de vertaling vormen de onconventionele woordvondsten. De chasida in Leviticus 11,19 (en in Jeremia 8,7 en in Job 39,14) wordt niet vertaald met het gebruikelijke 'ooievaar' maar als 'vroomvogel' (vanwege de stam ChSD). Net als de NBV 2004 gebruikte Oussoren het neologisme 'huidvraat' voor het Hebreeuwse tsara'at in plaats van het gebruikelijke 'lepra' (naar het Grieks lepra in het Nieuwe Testament). In de herziene Naardense Bijbel 2014 is tsara'at vertaald als 'Egyptische ziekte' en het Griekse lepra blijft vertaald worden met 'huidvraat'. Ook de acrostichons in het Hebreeuws worden altijd  weergegeven. De beginletters van elk vers of elk groepje verzen vormen dan (zoals bijvoorbeeld in Psalm 119) de opeenvolgende letters van het Hebreeuwse alfabet en worden met behulp van een verkort Nederlands alfabet ook in Oussorens vertaling een acrostichon.
Om het poëtische karakter van vooral het bijbelse Hebreeuws te laten uitkomen, is de tekst kolometrisch weergegeven. Dit houdt in dat hetgeen op basis van de Hebreeuwse leestekens op één adem kan worden voorgelezen (kolon) op één regel is afgedrukt (kolometrie). Dat is een werkwijze die normaal gesproken alleen in poëzie wordt gebruikt, maar Oussoren gebruikt deze weergave in alle type bijbelteksten (dus ook in proza), in navolging van de bijbelvertalingen van Buber en Rosenzweig. Oussoren behandelt aldus de hele Bijbel als poëzie. Onder predikanten maar ook onder schrijvers als Benno Barnard, Maarten 't Hart, Geert van Istendael, Willem Jan Otten en Nicolaas Matsier (een pseudoniem van de Nederlandse schrijver Tjit Reinsma) is de vertaling juist vanwege zijn literaire karakter en verwantschap met de grondtekst populair. 
Een ander opvallend kenmerk is dat de werkwoordsvormen (de Hebreeuwse onvoltooid tegenwoordige tijd en de Griekse aoristus) waar mogelijk zijn vertaald met de tegenwoordige tijd, als een praesens historicum; dus niet: God zei tot Abram..., maar God zegt tot Abram... Oussoren volgt hier de moderne Frans-Algerijnse bijbelvertaler Nathan André Chouraqui (1917-2007) die uitging van een 'présent historique'. Deze tegenwoordige tijd wil volgens Oussoren recht doen aan het 'vertelkarakter' van de tekst die in principe een voordrachttekst is.
In elke bijbelvertaling is het de vraag hoe de Hebreeuwse Godsnaam JHWH weergegeven moet worden. Gebruikelijk is de vertaling 'Heer', maar Oussoren kiest voor 'Ene', naar aanleiding van Deuternonium 6,4: Hoor Israël, de HEER is onze God, de HEER is de enige (NBV). Zelf zegt hij daarover: "....net als de Heer is (de) Ene geen vertaling van de Godsnaam, maar de invulling van een lege plek die ontstaat wanneer je, met de synagoge mee, JHWH niet uitspreekt en niet vertaalt."
Een heikel punt voor Oussoren is de vertaling van het Griekse ioudaioi met 'Joden'. Hij kiest bewust voor de vertaling 'Judeeërs' om te benadrukken dat Jezus bijvoorbeeld in het Johannesevangelie geen conflict heeft met 'de Joden' (hij was immers zelf een Jood), maar dat het gaat om een binnen-joodse twist tussen de Galilese Jood Jezus en zijn leerlingen en de Judese Joden uit Jeruzalem (met name de tempelelite daar). Deze keuze heeft veel discussie opgeleverd.

## Ontvangst
De Naardense Bijbel is geprezen als een uiterst letterlijke vertaling, maar deze letterlijkheid leidt ook tot kritiek. Door zich zo te richten op de brontalen in plaats van op de doeltaal, het Nederlands, zou Oussoren de tekst in 'Nederhebreeuws' en 'Nedergrieks' hebben geschreven. Het Nederlands is volgens de critici soms te ver opgerekt. Andere recensenten vinden de taal van de Naardense Bijbel juist verfrissend.

## Regionale uitgaven
Eind 2004 verscheen er een speciale editie voor de inwoners van het Drentse dorp Nijeveen. Deze zogenoemde Nijeveense Bijbel had een oplage van 200 exemplaren en toonde afbeeldingen uit de kerkgeschiedenis van Nijeveen. In november 2008 verschenen een Dordtse Bijbel én een Ruwielse Bijbel, die laatste in verband met het feit dat Oussoren in Ruwiel (Breukelen) is geboren. De Naardense Bijbel kreeg vanaf 2007 nog meer regionale edities. In plaats van afbeeldingen van de tongewelfschilderingen uit Naarden, die de eerste editie verfraaiden, bevatten de regionale edities (een Amsterdamse, een Groninger, een Goudse en een Veluwse) lokale afbeeldingen. In de Goudse uitgave zijn bijvoorbeeld de Goudse glazen opgenomen. De tekst van de Naardense Bijbel is in de regionale edities niet gewijzigd.